# Evan X Hyde
Evan Anthony Hyde, meglio conosciuto come Evan X Hyde (Belize City, 30 aprile 1947), è uno scrittore, giornalista e politico beliziano.
Pubblica e scrive per il più grande quotidiano della nazione, Amandala.  Tra il 1969 e il 1974 ha diretto la United Black Association for Development (UBAD), che ha richiesto migliori condizioni per i neri del Belize e ha ne sottolineato l'unità.  Ha conseguito una laurea in inglese presso il Dartmouth College.

## Biografia
Hyde è nato a Belize City (Honduras britannico (ora Belize) da una numerosa famiglia.  Ha frequentato la Holy Redeemer Boys 'School e la scuola maschile del St. John's College di Belize City.  Hyde eccelleva particolarmente nella scrittura creativa.  Fu tra i primi studenti a frequentare l'SJC Junior College nel 1964 e nel 1965, prima di ottenere una borsa di studio dall'ambasciata americana per studiare poi a Dartmouth, nel New Hampshire. Hyde si laureò quindi nel giugno 1968 e fu tra i migliori studenti della sua classe.  Aveva optato per una carriera di scrittore, ma gli eventi che dovevano svolgersi nel corso dei prossimi cinque anni hanno fortemente modificato questa prospettiva.

## L'UBAD e la carriera politica
Dopo il suo ritorno in Belize nel 1968, la nazione che si era lasciato alle spalle due anni prima era in tumulto a causa dell'ultima proposta rifiutata di porre fine alla richiesta del Guatemala.  Hyde trovò un posto di lavoro al Belize Technical College e nel frattempo tentò di venire a contatto con altri giovani intellettuali per cercare di influenzare il corso dello sviluppo del Belize.  Hyde era stato esposto agli insegnamenti del primo movimento Black Power negli Stati Uniti, in particolare Stokely Carmichael e Malcolm X (che era stato recentemente assassinato).
Queste prime sementi hanno dato i loro frutti quando il 1 gennaio 1969 Hyde partecipò a una protesta in un cinema locale contro il film della guerra del Vietnam The Green Berets , con John Wayne .  Il gruppo di cui faceva parte, il comitato ad hoc per la verità sul Vietnam, si è evoluto nella United Black Association for Development (UBAD) e nel Comitato d'azione popolare presieduto da Assad Shoman e dal futuro primo ministro Said Musa.
Hyde ha contribuito a formare l'UBAD a febbraio e ha assunto la presidenza a marzo, dopo che il leader Lionel Clarke era stato accusato di condotta inappropriata.
Hyde decise di dedicare il suo tempo al movimento. Nel perseguire la sua carriera di scrittore, Hyde pubblicò Knocking Our Own Ting , un'analisi satirica della battaglia di St. George's Caye , nel 1969;  North Amerikkkan Blues nel 1971, profilando il suo tempo a Dartmouth, e The Crowd Called UBAD nel 1972, una storia completa del movimento.  Ha inoltre insegnato brevemente al Wesley College, una scuola superiore a Belize City.